# Stephan Hertz
Stephan Hertz (* 19. Juli 1967 in Hamburg) ist ein deutscher Unternehmer und Mitgründer der Modelleisenbahnanlage Miniatur Wunderland in Hamburg.

## Leben
Stephan Hertz stammt aus einer alten Hamburger Kaufmannsfamilie. Einer seiner Vorfahren, Jacob Hertz (1752–1833), war Vater von Adolph Jacob Hertz.
Im Jahr 1990 übernahm Stephan Hertz  mit seinen Geschäftspartnern Frederik Braun und Gerrit Braun eine Diskothek und 1996 das Techno- und Trance-Label EDM Records. Das Label feierte in den Folgejahren mehrere Charterfolge.
Im Jahr 2000 gründeten die drei zusammen mit Jochen W. Braun, dem Vater von Frederik und Gerrit Braun, das Miniatur Wunderland. Stephan Hertz betreut als Geschäftsführer bis heute den kompletten Internetauftritt des Unternehmens. Wegen ihres sozialen Engagements wurden die drei Geschäftsführer 2010 mit dem Bundesverdienstkreuz ausgezeichnet.

## Auszeichnungen
- 2010: Verleihung des Bundesverdienstkreuzes am Bande[1]